# Фильм-ограбление
Фильм-ограбле́ние (англ. Heist film) — фильм, сюжет которого строится вокруг планируемого и чаще всего успешно осуществляемого хищения в форме грабежа, разбоя либо кражи.
Похищение тщательно охраняемого имущества было остросюжетным стержнем многих нуаров («Мужские разборки» Жюля Дассена, «Асфальтовые джунгли» Джона Хьюстона, «Убийство» Стэнли Кубрика). Привлекательность этой сюжетной схемы в том, что она позволяет держать зрителя в состоянии напряжения (саспенса). Как правило, ограбление планирует и осуществляет группа единомышленников. Вариации на ту же тему представляют собой фильмы об освобождении заложников, о побеге из мест заключения и о политических убийствах («Великий побег»).
Пик популярности фильмов-ограблений в Голливуде пришёлся на 1960-е годы. В эти годы были созданы такие примеры жанра, как «Одиннадцать друзей Оушена» (1960), «Как украсть миллион» (1966) и «Ограбление по-итальянски» (1969). Жанр первоначально воспринимался как лёгкий и был насыщен элементами комедии, даже фарса. Признаки фильма-ограбления присутствуют во многих комедиях того времени, таких как «Розовая пантера» и «Бриллиантовая рука». Однако уже в 1973 году картина «Афера» получила «Оскар» за лучший фильм.
В 1970-е годы на смену фильмам-ограблениям приходят не менее остросюжетные фильмы-катастрофы, затем начинается подъём фантастических блокбастеров. Жанр фильма-ограбления стал отыгрывать утерянные позиции только в 1990-е и особенно в 2000-е годы, когда в Голливуде были выпущены ремейки многих классических фильмов-ограблений шестидесятых.
Культовыми среди фильмов-ограблений последних десятилетий стали не те, которые скрупулёзно следуют жанровым традициям («Настоящая Маккой»), а те, которые отмечены смелым экспериментированием с линией повествования и ставят под сомнение привычные морально-этические координаты («Бешеные псы», «Подозрительные лица», «Начало»).